# Jean-Marie Gbahou
Jean-Marie Gbahou (Abidjan, 1º  aprile 1973) è un ex calciatore ivoriano, di ruolo difensore.

## Carriera

### Club
Ha sempre giocato nel campionato ivoriano.

### Nazionale
Con la maglia della Nazionale ha partecipato alla Coppa d'Africa nel 1994.